# Jardín El Capricho

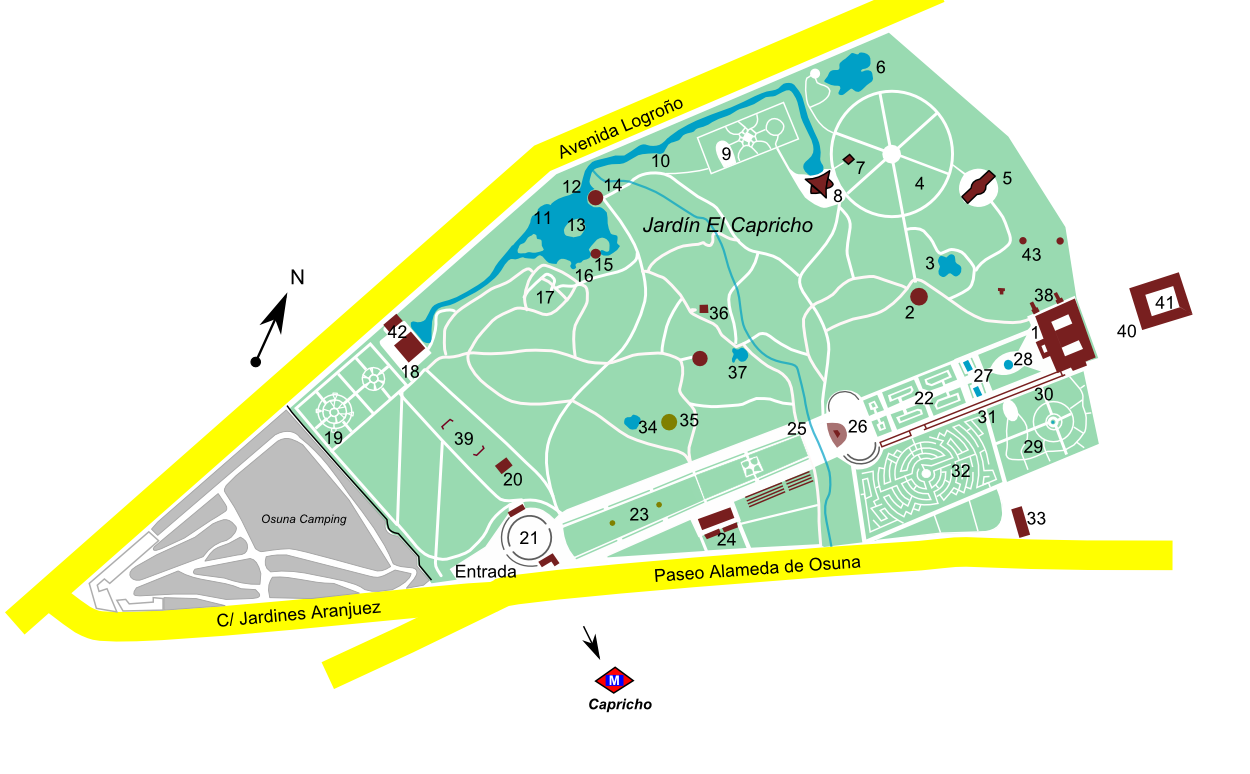
1. Palats, 2. Tempel, 3. Svandammen, 4. Saturnus hjul (Obelisk), 5. Biodling, 6. Sutaredammen, 7. Ruin eller artillerihuset, 8. Batteriet eller Fästningen, 9. Lekplatsen, 10. Floden, 11. Sjön, 12. Järnbron, 13. Ö och monument över Hertigen (III) av Osuna, 14. Bambuhuset, 15. Vasspaviljongen, 16. Hamnkiosken, 17. Berg- och dalbanan, 18. Danssalongen, 19. Blomsterträdgården, 20. Den gamla kvinnans hus, 21. Tjurfäktningsarenan, 22. Parterren, 23. Duellanternas två pelare, 24. Växthus, 25. Bron över bäcken, 26. Exedra och Kejsarnas torg, 27. Parterrbassängen, 28. Delfinfontänen, 29. Trädgården med grodfontänen, 30. Grottan vid trädgården med grodfontänen, 31. Grottan vid labyrinten, 32. Labyrinten, 33. Ladugården, 34. Nya bassängen, 35. Platsen med platanerna, 36. Ermita (helgonkapell), 37. Ankdammen, 38. Skyddsrum (Bunker), 39. Krutmagasin, 40. Fontänplatsen, 41. Hantverkshuset, 42. Toaletter, 43. Ventilationsskorstenar för skyddsrummen

Jardín El Capricho är en park och grön zon belägen vid gatan Alameda de Osuna, i nordöstra delen av Madrid, (Spanien). Hertiginnan av Osuna, Maria Josefa Pimentel lät bygga parken mellan åren 1787 och 1839. Ytan uppgår till 14 hektar.
El Caprichoparken räknas som en av de vackraste parkerna i Madrid. Till sevärdheterna i parken räknas La plaza de El Capricho, Palatset, Dammen, La plaza de los Emperadores, och Fontänen med delfinerna och grodorna (La fuente de los Delfines y de las Ranas).
Parken är den enda parken i Madrid från romantiken. Man hittar drag från engelska, franska och italienska parker, från den tid då parken konstruerades. Prov på detta är till exempel labyrinten, byggnader såsom lustslott, den lilla ermitan, och den vackra danssalongen. Dessutom finns kanaler som rinner genom parken, och dammar där man kan se svanar och änder.
Parken fick sitt namn efter de konstruktioner som finns i parken, som skapades efter olika "nycker" (caprichos) och infall från hertiginnan av Osuna.

## Historia
Maria Josefa Pimentel, hertiginna av Osuna (1752 - 1834), gift med den nionde hertigen av Osuna, Pedro Tellez-Giron var en av de viktigaste adelsdamerna på den tiden, och en beskyddare av konstnärer. 
År 1783 köpte hon en tomt i utkanten av Madrid för att bygga en gård för avkoppling. Ett år senare, lämnade hovarkitekten, Paul Bouteloua, fram ett första utkast till trädgården. Han började att bygga parken 1787, och arbetet avslutades 52 år senare, 1839. Hertiginnan dog utan att ha fått se området helt färdigställt, 1834. 
Uppdraget att utforma trädgården gavs till den franske arkitekten Jean-Baptiste Mulot, som kom från det franska hovet. 

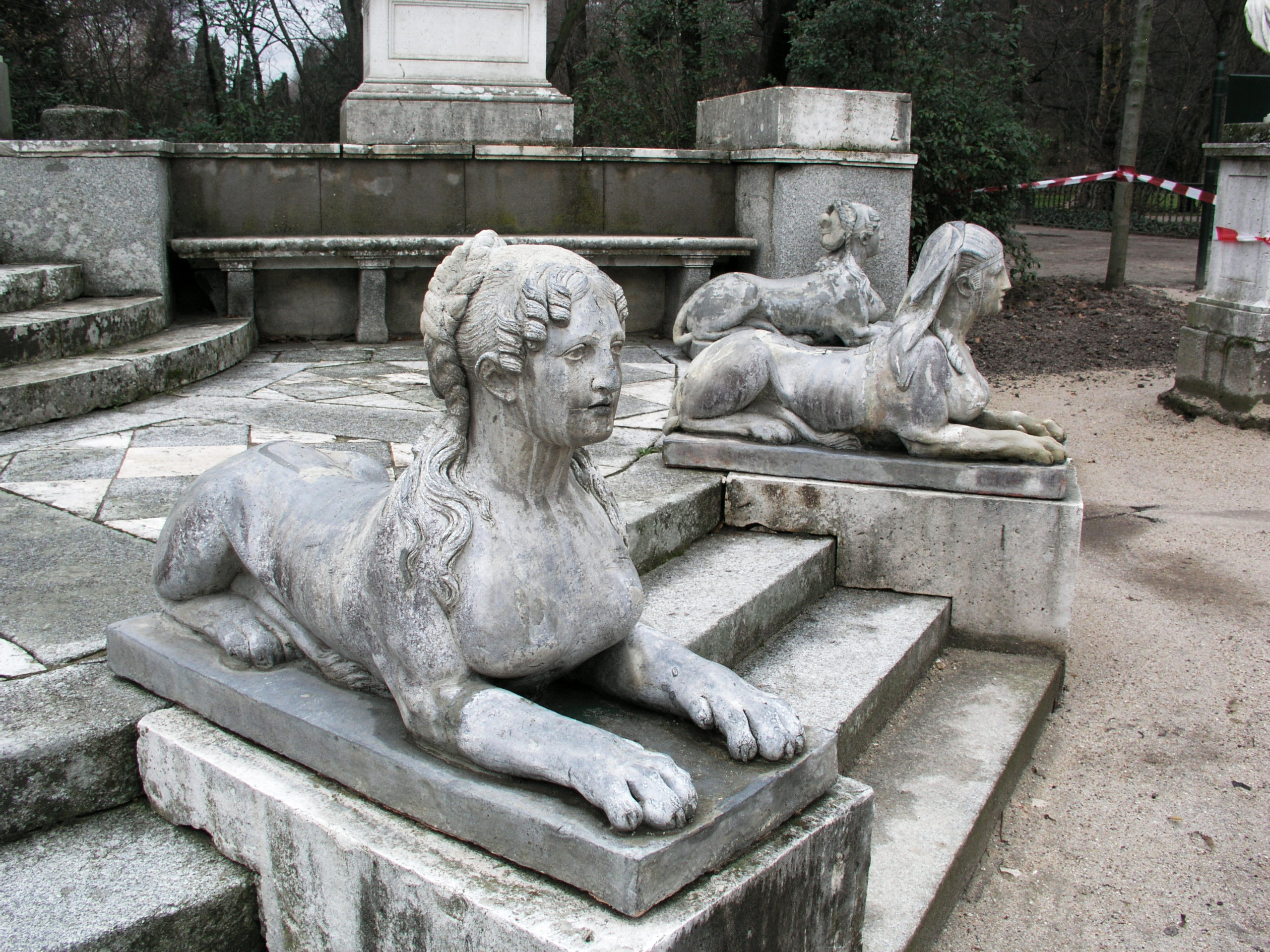
Sfinxer

Hertiginnan lät bygga dammar, som förbinder huvudkanalen som löper genom parken med danssalongen, som är den plats där festligheterna ägde rum. Denna byggnad har uppförts över en liten framspringande källa (där man kan se en staty av ett vildsvin som står under en båge vänd mot bäcken), varifrån det vatten kommer som användes i resten av parken. 

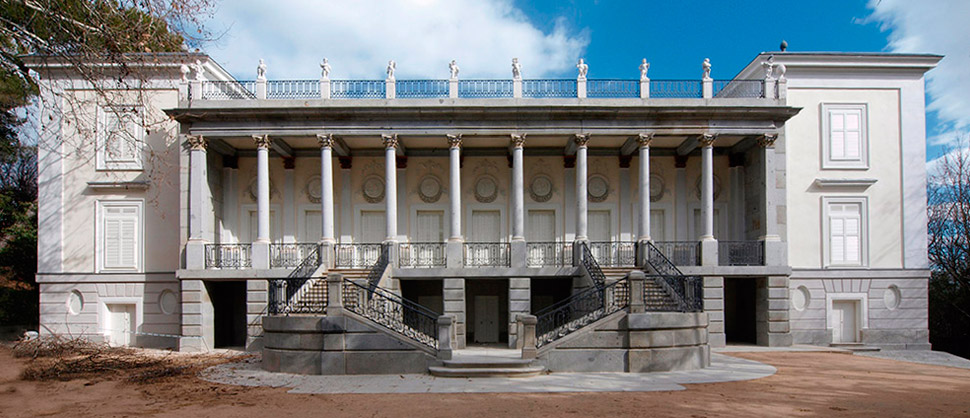
Palatset

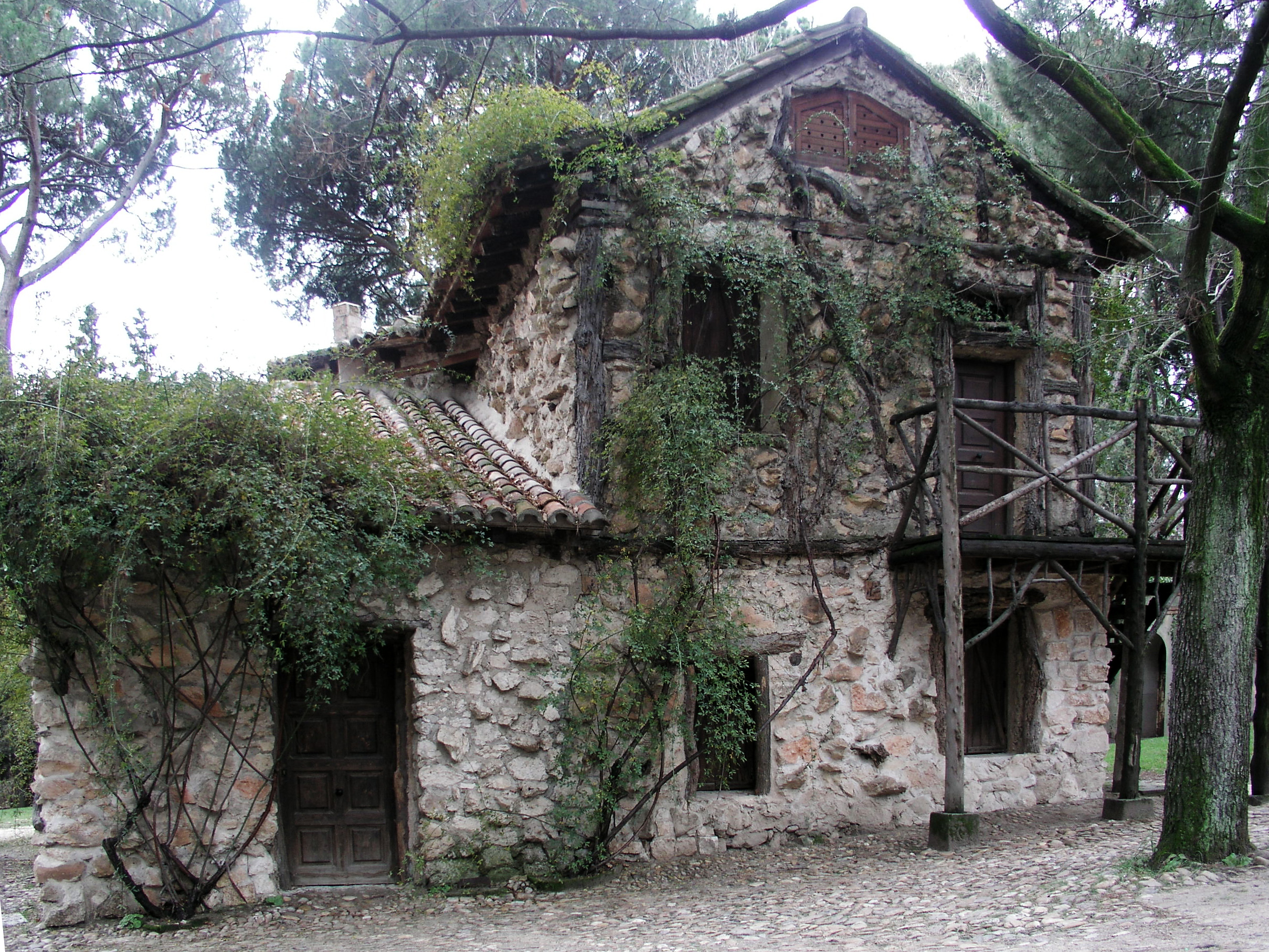
Den gamla kvinnans hus

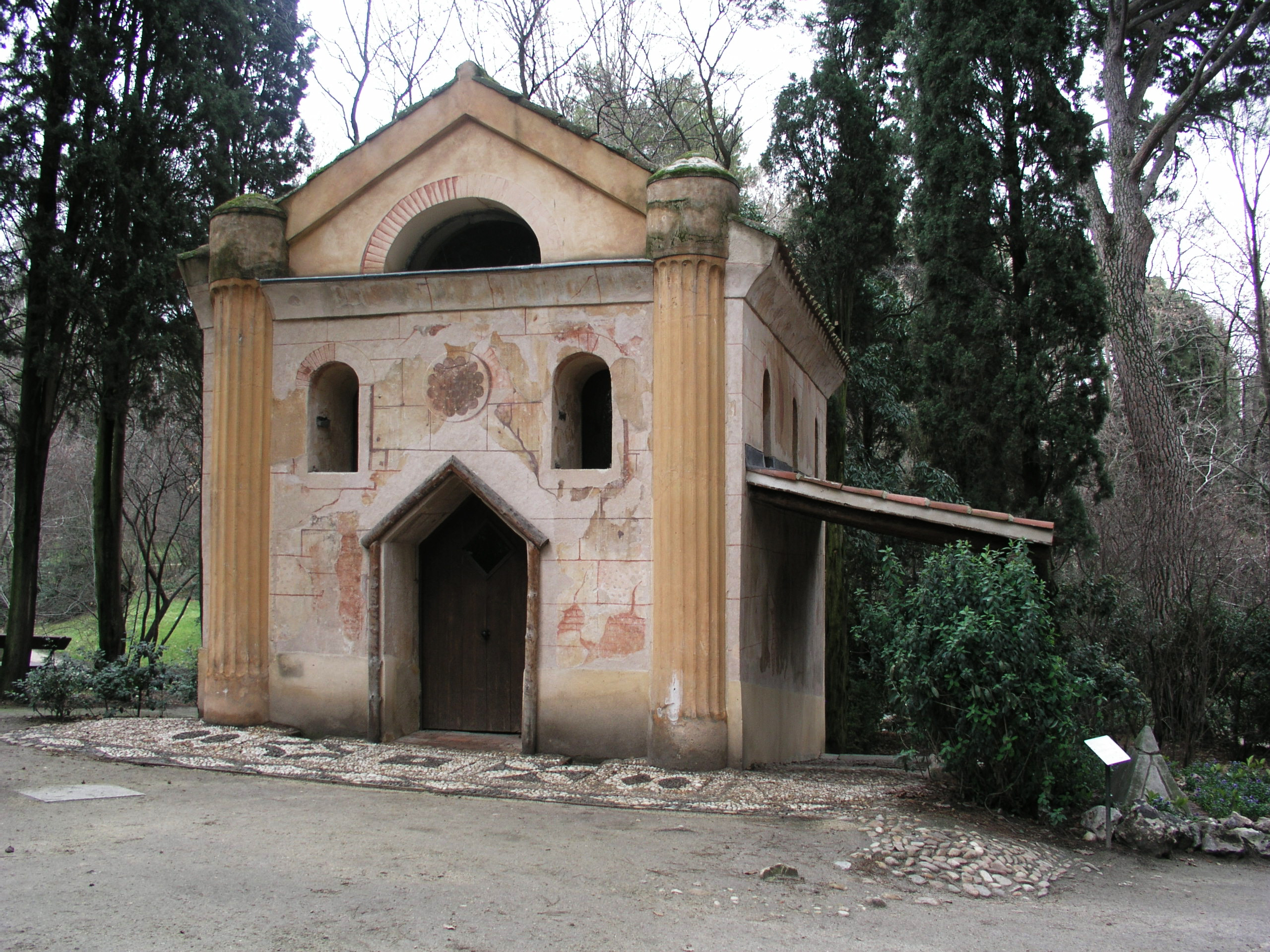
Ermitan (lägg märke till att skadorna på väggen är ditmålade)

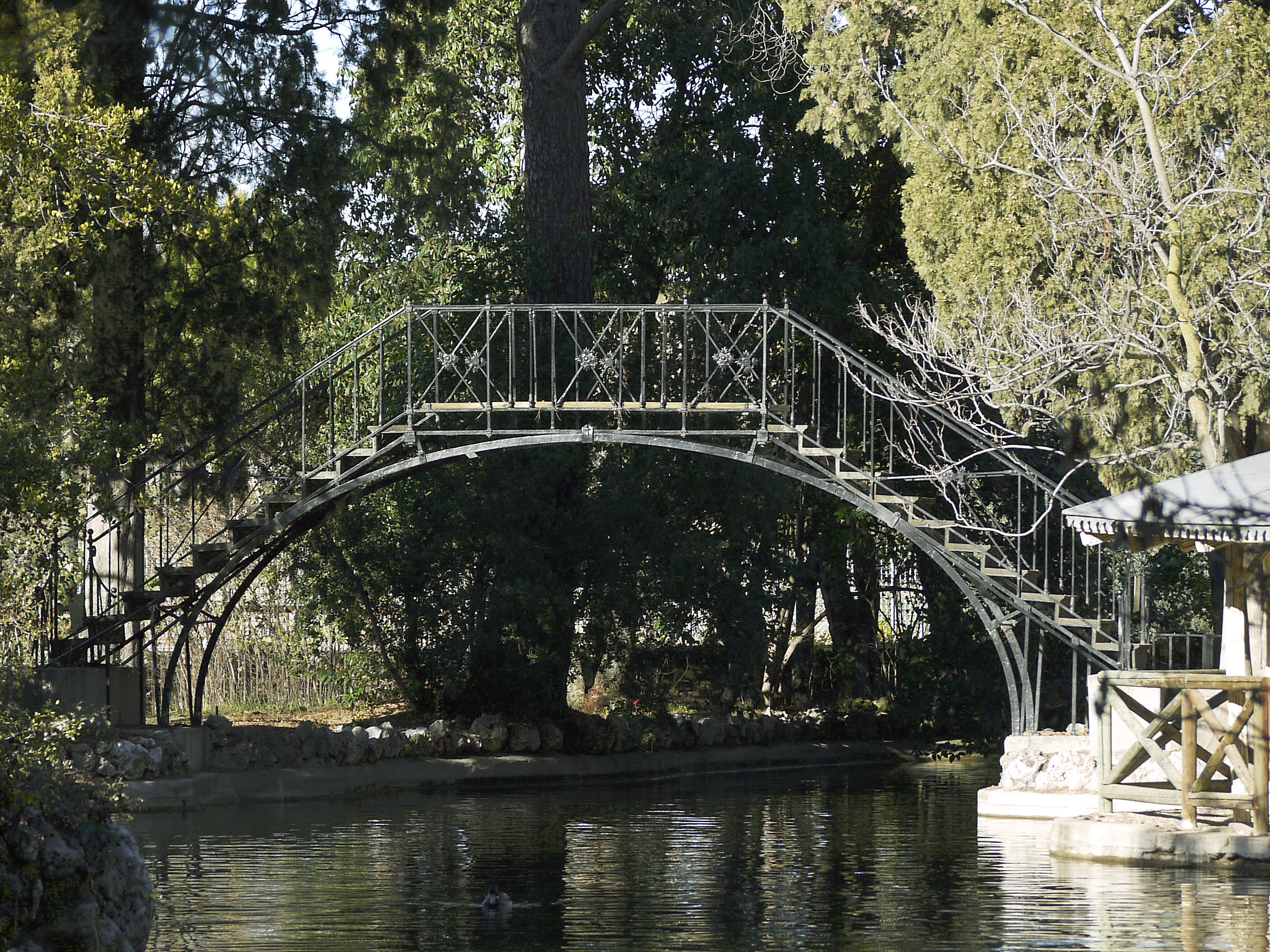
Järnbron

Dessutom lät han över hela platsen plantera tusentals exemplar med sin favoritblomma, syrenen. 
Efter den franska invasionen 1808, blir området en egendom som tillhör den franske generalen Augustinus Belliard, som verkar ha använt anläggningen för sina trupper. Senare, efter den franska arméns återtåg, återförs området till hertiginnans händer som genomför en reform. Man planterar buskar och man bygger kasinot eller palatset som tidigare nämnts (1815), ett verk av Martin Lopez Aguado. Man reste också kolumner och reliefer som man anser representerar de fyra årstiderna: vår, sommar, höst och vinter. 
År 1834, efter att hertiginnan av Osuna hade avlidit, ärvdes området av hennes sonson, Pedro Alcantara, som också uppdrar åt Lopez Aguado nya konstruktioner, som området med en exedra på torget med kejsarna, tillägnade hans farmor, vilken liksom resten, är omgiven av frodig grönska. Efter Pedro Alcantaras död 1844, överlåts parken till hans bror, som kraftigt försummar den, och det slutar 38 år senare med en auktion. 
Under tiden för den andra spanska republiken förklarades parken som "Historisk trädgård", men utan några större konsekvenser. Under inbördeskriget, byggdes i trädgården flera underjordiska skyddsrum mot luftangrepp, som användes av generalstaben för centrala Spanien, kommenderade av general Miaja , "position Jaca". I området runt slottet reser sig rester av skyddsrummens ventilationsskorstenar. 
År 1943, förklarades parken som "konstnärlig park".
Efter årtionden av relativ försummelse, köptes parken 1974 av Ayuntamiento de Madrid och 1985 förklarades parken vara en plats av kulturellt intresse. Ett år senare inleddes en reform som i viss utsträckning fortsätter i dag. Området studeras för att undergå förändringar och iordningställande som tillåter besök och att begrunda fler områden i denna vackra och intressanta park.

### Järnbron
"El Puente de hierro del Parque de El Capricho" (Järnbron) är uppförd i norra delen av parken (bron markeras med 12 på kartan). Bron uppfördes 1830 och är Spaniens äldsta järnbro. 
Denna lilla bro byggdes som en av de sista konstruktionerna i parken. 
Den avslutades 1830, då järnarkitekturen, tillämpad på konstruktion av vägar, ännu inte hade brett ut sig i Spanien. Det är den första järnbro byggd i detta land, även om den genom sin ringa storlek och låga teknisk komplexitet, knappast överträffar bron vid Triana (som invigdes 1842), i Sevilla, ett arbete av mycket större skala. 
När det gäller de återstående järnbroarna i Comunidad de Madrid, byggdes El Capricho-bron 38 år före Fuentidueña de Tajo (påbörjad 1868), den näst äldsta i Madridregionen. 
Järnbron går över en liten flod som går genom parken. Den har en mycket enkel utformning, vilket på sätt och vis efterliknar utformningen av de venetianska broarna. 
Två valv av järn håller uppe en enkel metallkonstruktion över vilken reser sig två träramper, som båda går ihop till en horisontell platå, även den av trä. På grund av lutningen på ramperna och den följande sträckningen ovan vattendraget, har varje del en trappa inbyggd, tillverkad av järn. Ett räcke kompletterar konstruktionen.